# Ahornspitze
L'Ahornspitze est une montagne qui s’élève à 2 973 m d’altitude dans les Alpes de Zillertal, en Autriche.